# Aukje Nauta
Aukje Nauta (Leeuwarden, 25 juli 1967) is een Nederlands wetenschapper, auteur en organisatieadviseur.

## Loopbaan
In 2013-2017 was Nauta bestuurslid van Stichting SBI en van 2015 tot 2019 lid van de Raad van Toezicht van ING Bank Nederland. Ze was van 2006 tot 2010 bijzonder hoogleraar Organisatiepsychologische Aspecten van Prosociaal Gedrag en van 2010 tot 2015 bijzonder hoogleraar Employability in werkrelaties, beide aan de Universiteit van Amsterdam.
Sinds januari 2018 is zij wegens Sioo verbonden aan de Universiteit Leiden als bijzonder hoogleraar Enhancing individuals in a dynamic work context. Ze is lid van de accreditatiecommissie van de NVZD, lid van de Raad van Toezicht van CultuurWerkt! en voormalig kroonlid van de Sociaal-Economische Raad (2012-2016).
In de door de C0VID-19-pandemie gedomineerde jaren 2020/2021 liet hoogleraar Nauta zich niet onbetuigd in het maatschappelijk debat, onder meer over thuiswerken.